# ساموئل (خواننده)
ساموئل آرندونو کیم (انگلیسی: Samuel Arredondo Kim؛ زادهٔ ۱۷ ژانویه ۲۰۰۲) که بیشتر با نام هنری ساموئل (کره‌ای: 사무엘) شناخته می‌شود، خواننده آمریکایی ساکن کره جنوبی است. او در فصل ۲ پرودوس ۱۰۱ حضور پیدا کرد و به جایگاه هجدهم دست یافت. یک ماه پس از پایان برنامه، او فعالیت انفرادی خود را با انتشار آلبوم چندآهنگه شانزده در ۲ اوت ۲۰۱۷ آغاز کرد.